# American Memory

Logo

American Memory is een website van de Amerikaanse overheid. De site biedt toegang tot materiaal van de National Digital Library, een digitaal archief van de geschiedenis van de Verenigde Staten van Amerika, in 1990 opgericht door de Library of Congress. Het bevat audio, video, afbeeldingen en teksten. In een pilot tussen '90 en '94 waarbij vele middelbare scholen een cd-rom kregen toegestuurd, werd ervaring opgedaan met technische mogelijkheden en beperkingen, problematiek rond auteursrecht en de feedback van gebruikers zoals docenten en leerlingen op highschools. Daarna ging het project onder de huidige naam van start op 13 oktober 1994, de begindagen van het publieke internet. Het meeste materiaal is afkomstig van de Library of Congress zelf, maar er is meer.
De National Digital Library is tot stand gekomen als een samenwerking tussen publieke en private organisaties. In het oprichtingskapitaal zaten grote schenkingen van onder meer John Werner Kluge en de David and Lucile Packard Foundation van David Packard. In vijf jaar tijd keerde het Congress een bedrag uit van vijftien miljoen dollar, terwijl van donateurs en sponsors tussen 1994 en 2000 meer dan $45 miljoen werd ontvangen. Een deel hiervan was in natura, zoals het digitaliseren van oude boeken, landkaarten en films of het ter beschikking stellen van hardware door bedrijven variërend van Hewlett-Packard en Microsoft tot Reuters. De Lead Corporate Sponsor is telecommunicatiegigant AT&T. Een ander deel van het geld werd gebruikt voor een drie jaar durende competitie om universiteitsbibliotheken, musea, historische genootschappen en archieven (met uitzondering van federale) in staat te stellen om de topstukken uit hun collecties in een elektronische vorm te kopiëren voor opname in de database van de website.
De oorspronkelijke doelstelling van de bibliotheek om vijf miljoen objecten op het internet te zetten, is inmiddels overtroffen. In maart 2000 stond de helft daarvan al online.
Naar het voorbeeld van en in samenwerking met American Memory zijn het archief en de website gebouwd van Het Geheugen van Nederland. Het Ministerie van Onderwijs, Cultuur en Wetenschap subsidieerde voor dit doel vanaf het jaar 2000 verschillende projecten, die werden gecoördineerd door de Koninklijke Bibliotheek.